# 59793 Клапіес
59793 Клапіес (59793 Clapiès) — астероїд головного поясу, відкритий 16 липня 1999 року.
Тіссеранів параметр щодо Юпітера — 3,202.